# Wahlkreis Witney

Der Wahlkreis Witney mit den Grenzen von 2007

Witney ist ein Wahlkreis für das britische Unterhaus im Westen der Grafschaft Oxfordshire. Der Wahlkreis wurde 1983 in seiner heutigen Form geschaffen, ist deckungsgleich mit dem Distrikt West Oxfordshire und deckt einen Großteil von Witney, Chipping Norton und Charlbury ab. Er entsendet einen Abgeordneten ins Parlament.

## Geschichte
Witney gilt als ein wohlhabender, konservativ geprägter Wahlkreis, der in seiner derzeit bestehenden Form bisher von vier Politikern vertreten wurde. Von den Britischen Unterhauswahlen 1983 bis zu den Wahlen 1997 vertrat Douglas Hurd, ein Angehöriger der Conservative Party, den Wahlkreis. Von 1997 bis 2001 war Shaun Woodward als dessen Repräsentant tätig. Dieser wechselte während seiner Amtszeit von den Konservativen in die Reihen der Labour Party. 2001 gewann David Cameron der zukünftige Premierminister des Vereinigten Königreichs, den Sitz für die Conservative Party jedoch zurück. Er verteidigte den Wahlkreis bei den Unterhauswahlen 2005, 2010 und 2015 jeweils mit einer gestärkten Mehrheit. Cameron vertrat den Wahlkreis noch für zwei Monate, nachdem er bereits als Premierminister zurückgetreten war. Die nötige Nachwahl nach Camerons Rücktritt, sowie die Britische Unterhauswahl 2017 in dem Wahlkreis gewann Robert Courts, ebenfalls ein Mitglied der Conservative Party, mit einer im Vergleich zur 2015 reduzierten Mehrheit.
Der Wahlkreis wies im April 2013 eine Arbeitslosigkeit von lediglich 1,4 % auf.